# Geodia crustosa
Geodia crustosa är en svampdjursart som beskrevs av Bösraug 1913. Geodia crustosa ingår i släktet Geodia och familjen Geodiidae. Inga underarter finns listade i Catalogue of Life.